# Brno-venkov
Brno-venkov (tjeckiska: okres Brno-venkov) är ett distrikt i Tjeckien. Det ligger i regionen Södra Mähren, i den sydöstra delen av landet, 180 km sydost om huvudstaden Prag. Antalet invånare är 164 714. Arean är 1 499 kvadratkilometer. Brno-venkov gränsar till Brno-město, Blansko, Vyškov, Třebíč, Břeclav, Znojmo och Žďár nad Sázavou. 
Terrängen i Brno-venkov är kuperad åt nordväst, men åt sydost är den platt.
Brno-venkov delas in i:
- Svatoslav
- Zakřany
- Zastávka
- Veverská Bítýška
- Tišnov
- Troubsko
- Zbraslav
- Zbýšov
- Vlasatice
- Zhoř
- Zálesná Zhoř
- Újezd u Tišnova
- Blučina
- Újezd u Brna
- Újezd u Rosic
- Úsuší
- Čebín
- Černvír
- Unín
- Česká
- Čučice
- Sivice
- Šlapanice
- Rozdrojovice
- Katov
- Řikonín
- Řícmanice
- Říčany
- Říčky
- Hajany
- Bílovice nad Svitavou
- Šerkovice
- Štěpánovice
- Šumice
- Žabčice
- Žatčany
- Železné
- Želešice
- Židlochovice
- Žďárec
- Sokolnice
- Javůrek
- Němčičky
- Březina
- Chudčice
- Hostěnice
- Nová Ves
- Lelekovice
- Podolí
- Kaly
- Vranov
- Rajhradice
- Viničné Šumice
- Ponětovice
- Opatovice
- Lesní Hluboké
- Domašov
- Cvrčovice
- Silůvky
- Popovice
- Babice nad Svitavou
- Babice u Rosic
- Biskoupky
- Blažovice
- Borovník
- Branišovice
- Braniškov
- Bratčice
- Modřice
- Všechovice
- Hradčany
- Ostopovice
- Rašov
- Ořechov
- Pasohlávky
- Prace
- Níhov
- Brumov
- Kuřim
- Bukovice
- Ivančice
- Běleč
- Březina
- Dolní Kounice
- Rosice
- Troskotovice
- Skalička
- Deblín
- Dolní Loućky
- Olší
- Strhaře
- Doubravník
- Rebešovice
- Drahonín
- Drásov
- Předklášteří
- Rajhrad
- Radostice
- Malešovice
- Otmarov
- Synalov
- Moravské Bránice
- Skryje
- Přibice
- Rudka
- Lomnice
- Lomnička
- Veverské Knínice
- Lubné
- Nelepeč-Žernůvka
- Nedvědice
- Heroltice
- Moutnice
- Hluboké Dvory
- Hlína
- Holasice
- Horní Loučky
- Hrušovany u Brna
- Malhostovice
- Měnín
- Hvozdec
- Pohořelice
- Příbram na Moravě
- Ledce
- Těšany
- Ketkovice
- Ivaň
- Jinačovice
- Jiříkovice
- Tetčice
- Střelice
- Kuřimská Nová Ves
- Kanice
- Kratochvilka
- Senorady
- Oslavany
- Pravlov
- Kobylnice
- Kovalovice
- Tvarožná
- Kupařovice
- Kuřimské Jestřabí
- Křižínkov
- Lažánky
- Moravany
- Litostrov
- Vysoké Popovice
- Loděnice
- Lukovany
- Maršov
- Sentice
- Medlov
- Mokrá-Horákov
- Moravské Knínice
- Mělčany
- Neslovice
- Syrovice
- Nebovidy
- Nesvačilka
- Vohančice
- Nosislav
- Rohozec
- Přibyslavice
- Popůvky
- Sobotovice
- Vranovice
- Ochoz u Brna
- Vratislávka
- Pernštejnské Jestřabí
- Ostrovačice
- Vojkovice
- Přísnotice
- Borač
- Ochoz u Tišnova
- Nové Bránice
- Tišnovská Nová Ves
- Odrovice
- Omice
- Osiky
- Stanoviště
- Pozořice
- Prštice
- Telnice
- Rojetín
- Unkovice
- Trboušany
- Velatice

Följande samhällen finns i Brno-venkov:
- Rosice
- Blučina
- Lelekovice
- Nedvědice
- Lomnice
- Dolní Loućky
- Vranov
- Babice nad Svitavou
- Doubravník
- Pasohlávky
- Kovalovice
- Ostrovačice
- Senorady
- Žďárec
- Borač
- Olší
- Horní Loučky
- Slatina
- Níhov
- Katov
- Křižínkov
- Černvír
- Kuřimské Jestřabí
- Kuřimská Nová Ves
- Drahonín